# Rio Pomba (vattendrag i Brasilien, lat -21,63, long -42,07)
Rio Pomba är ett vattendrag i Brasilien. Det ligger i den sydöstra delen av landet, 900 km sydost om huvudstaden Brasília.
Omgivningarna runt Rio Pomba är huvudsakligen savann. Runt Rio Pomba är det ganska tätbefolkat, med 134 invånare per kvadratkilometer.